# 布魯姆菲爾德球場
布魯姆菲爾德球場（希伯來語：‎）是以色列城市特拉維夫的一座足球場，可以容納29,400名觀眾。這座球場是特拉維夫哈普爾足球俱樂部、特拉維夫馬卡比足球俱樂部、賓尼耶赫達足球會三個俱樂部的主場球場。

## 外部連結
- Bloomfield Stadium （页面存档备份，存于） the official website
- Bloomfield Stadium （页面存档备份，存于） on worldstadiums.com